# Последний военный призыв в СССР
Последний военный призыв — призыв на военную службу, последний в годы Великой Отечественной войны, в том числе 17-18-летних призывников 1926 и 1927 годов рождения

## История
К концу 1944 года была освобождена от немецких войск почти вся территория Советского Союза, но до окончания войны оставалось ещё более полугода.
Юноши 1926 года рождения призывались и раньше — осенью 1943 года, когда их было призвано свыше 700 тысяч.
25 октября 1944 года Государственный комитет обороны (ГКО) постановлением № 6784сс объявил призыв на военную службу призывников 1927 года рождения. В соответствии с постановлением ГКО № 6784, на военную службу призывались юноши моложе призывного возраста на 1—2 года.
При этом от призыва освобождались: рабочие предприятий, имеющие квалификацию 3-го разряда и выше, учащиеся ряда ремесленных училищ и школ наркоматов; студенты всех высших учебных заведений и учащиеся всех техникумов; учащиеся 10-х классов средних школ и 9-10-х классов специальных школ Наркомата просвещения. Также не подлежали призыву представители местных национальностей Грузинской, Азербайджанской, Армянской, Туркменской, Таджикской, Узбекской, Казахской и Киргизской союзных республик, Дагестанской, Кабардинской, Северо-Осетинской автономных социалистических республик, Адыгейской и Черкесской автономных областей.
Призывались не только юноши: так, например, Тамбовским облвоенкоматом за 1944 год всего было призвано: офицерского состава — 173 человека, сержантского — 1967, рядовых до 50 лет — 25 266, призывников — 14 689 человек, в том числе призывников 1922—1923 г. р. — 317, 1924 г. р. — 303, 1925 г. р. — 411, 1926 г. р. — 2032, 1927 г. р. — 11626, также в 1944 году было призвано 1473 женщины (из них направлены в части ПВО — 871).
При этом, ещё до призыва, с начала 1944 года местные комсомольские организации активизировали подготовку будущих призывников, в том числе по комплексу ГТО, летом были проведены военные лагерные сборы школьников 1927 года рождения, где они прошли программу начальной военной подготовки.
Всего в 1944 году призвали 1 миллион 156 тысяч 727 человек.
60 тыс. человек были направлены на укомплектование войск НКВД, остальные — в запасные, учебные части и специальные училища и школы с шестимесячным сроком обучения. Так в Тамбовской области из числа призванных в 1944 году было направлено в части Красной Армии — 32 598 человек, для работы в промышленности — 6782, в военизированную охрану МПВО НКВД — 15, в промышленность направлено граждан старше 50 лет — 1074.
Призванные в возрасте 16—17 лет проходили военную службу в подразделениях, не входивших в состав действующей армии, шли следом за фронтом. Как связисты, сапёры, пограничники и другие военные специалисты они выполняли боевые задачи, получая при этом ранения.
Однако призывники попадали и в боевые части. Так, например, в марте 1945 года — непосредственно перед штурмом Берлина, пополнение призывников 1926 года рождения поступило в состав 7-й гвардейской мотострелковой Сталинградско-Корсуньской Краснознаменной бригады.
При этом в боевых действиях уже на территории европейских государств погибло 280 тысяч призывников 1944 года, в том числе 18—19 лет.
Погибших призывников 1927 года рождения, например, из Тамбовской области, насчитывается 85 человек (0,41 % года поколения призыва и 0,034 % всех потерь области). В биографиях погибших 18-летних парней указывается: родился в 1927-м, погиб в 1945-м.
Не менее 15 человек призыва получили звание Героя Советского Союза.
После войны бойцы этого призыва обеспечили обороноспособность страны: участвовали в войне с Японией; участвовали в подавлении националистического движения на Западной Украине; осуществляли боевое траление, которое велось до 1961 года.
Так, например, в боях с японцами личный состав 1136-го Краснознаменного Кенигсбергского стрелкового полка на 65 процентов состоял из бойцов 1927 года рождения.
Срок срочной службы для призыва 1944 года был установлен на неопределенное время, обычно служили 8—9 лет, но некоторые отслужили ещё по два-три года до 1951—53 годов.

## Правовое положение
Военнослужащие последнего военного призыва, входившие в состав действующей армии, Указом Президиума Верховного Совета СССР от 9 мая 1945 года были награждены медалью «За Победу над Германией в Великой Отечественной войне 1941—1945 гг.»., то есть признавались участниками войны. Многие же, служа в учебных частях, заслуженной награды не имели.
В 1978 году власти, постановлением ЦК КПСС и Совета Министров СССР № 907 от 10 ноября 1978 года, лишили участников последнего призыва статуса участника Великой Отечественной войны и полагающихся при этом льгот. В 1994 году Госдума РФ приняла Федеральный закон «О ветеранах», отнеся последний призыв к участникам Великой Отечественной войны со всеми причитающимися льготами.
Президент России Борис Ельцин охарактеризовал решение такими словами:
В 1944 году страна призвала к оружию 17-летних мальчишек. Тяжелейшие испытания военного времени потребовали задействовать последний неприкосновенный резерв юношеской отваги и гражданской совести — последнюю молодую гвардию. В те героические дни вы с готовностью откликнулись на зов сражающейся Родины. И на передовых рубежах войны фронтовики ощутили на подходе свежее, надежное пополнение
В Белоруссии и на Украине статус участника войны для последнего призыва был также восстановлен.
В Казахстане они отнесены уже к другой категории лиц — награждённых орденами и медалями бывшего Союза за самоотверженный труд и безупречную воинскую службу в тылу в годы Великой Отечественной войны, и, таким образом, только награждённые медалью «За Победу над Германией» относятся к лицам, приравненным к участникам войны. На 2002 год в Казахстане таких ветеранов насчитывалось примерно шесть тысяч.
В России на 1991 год таких ветеранов из состава призыва 1944 года было около 300 тысяч человек, в 2002 уже около 100 тысяч. На 2011 год осталось 36 тысяч; так, например в Санкт-Петербурге — 1200 человек, в Ленинградской области — 600.